# タウィーワッタナー区
タウィーワッタナー区（タウィーワッタナーく、タイ語: เขตทวีวัฒนา）は、タイ王国のバンコクの行政区の一つ。この行政区は、時計回りに、ノンタブリー県のバーンクルワイ郡、タリンチャン区、バーンケー区、ノーンケーム区、ナコーンパトム県のサームプラーン郡とプッタモントン郡の6つの行政区に接している。

## 歴史
タウィーワッタナー運河にちなんで名づけられた。1933年トンブリー県のタリンチャン郡のタムボンであった。1998年3月6日に区になった。